# 牛鬣獸科
牛鬣獸科（Oxyaenidae）又名锐鬣兽科，是已滅絕的肉齒目下的一科，與現存的鱗甲目為近親，其下有4個亞科共13個屬。
北美洲的牛鬣獸科是最早出現的肉齒目，大約是在古新世晚期出現；在始新世時，部分成員成功拓展至歐洲與亞洲。牠們像貓科，但為蹠行的，與今天的肉食動物（除了熊及浣熊外）不同。牠們的特徵是短闊的頭顱骨，深的顎部，牙齒適合咬碎食物而多於像鬣齒獸科般撕開食物。
牛鬣獸科專門獵食鳥類、細小的哺乳動物、蛋及昆蟲。根據其爪的化石知道牠們能夠攀樹。

## 分類
- 牛鬣獸目 Oxyaenodonta
  - 牛鬣獸科 Oxyaenidae
    - Ambloctoninae
      - Ambloctonus
      - Dipsalodon
      - Dormaalodon
      - 古擬貓獸屬 Palaeonictis

    - 牛鬣獸亞科 Oxyaeninae
      - Dipsalidictis
      - Malfelis
      - 牛鬣獸屬 Oxyaena
      - 父貓屬 Patriofelis
      - Protopsalis
      - 裂肉獸屬 Sarkastodon

    - Tytthaeninae
      - Tytthaena

    - 類劍齒虎亞科 Machaeroidinae
      - Apataelurus
      - 類劍齒虎屬 Machaeroides